# Rick Berry (Künstler)
Rick Berry (geboren als Richard Riley am 2. Juni 1953 in San Bernardino, Kalifornien) ist ein amerikanischer Künstler und Illustrator, der vor allem  als Cover Artist für Science-Fiction und Fantasy arbeitet.

## Leben
Berry, ein künstlerischer Autodidakt, wurde Mitte der 1980er Jahre bekannt, als er für eine Ausgabe von William Gibsons Neuromancer (1984) erstmals Computerkunst für die Covergestaltung einsetzte. Seine Cover zeigten meist eine einzelne Person, oft mit Maschinenteilen oder kybernetischen Implantaten ausgestattet. Neben solchen Titelbildern gibt es auch durchaus konventionellere Arbeiten von Berry aus dieser Zeit, etwa das Cover von Steve Perrys The Machiavelli Interface.
Um eine Fixierung auf Cover Art für Cyberpunk-Autoren zu entgehen, erschienen seine Arbeiten für Fantasy-Titel eine Zeitlang unter dem Pseudonym Sam Rakeland. Beispiele für solche als Gemälde anmutenden, meist auch auf Grundlage von Fotografien erstellten Cover sind etwa die Titelbilder für Five Hundred Years After und The Phoenix Guards von Steven Brust bei Tor Books
In seinen letzten Arbeiten, zum Beispiel dem 2005 mit dem Chesley Award ausgezeichneten Cover zu Queen of the Amazons von Judith Tarr zeigt er eine hellere Palette und pastellartige Ausführung, ähnlich auch in den auf seiner Homepage gezeigten Arbeiten.

## Auszeichnungen
- 2005: Chesley Award (cover illustration, hardcover) für das Cover von Queen of the Amazons von Judith Tarr
- 2005: International Horror Guild Award (art)
- 2000: Chesley Award (monochrome, unpublished) für Artemis
- 1997: Spectrum Award (editorial) für Wintermute